# Petar Paunović
Petar Paunović je doktor iz Zaječara, rođen 1939. godine.
Njegovi sugrađani Zaječarci i ostali meštani sela u Timočkoj krajini u kojoj je primarijus Dr Petar Paunović nadaleko poznat ga nazivaju "Učiteljem zdravlja". Rođen je u Negotinu 1939. godine, na Petrovdan, kada je i najveći narodni sabor.

## Karijera na radiju
Znaju ga mnogi Timočani posredstvom svojih radio i televizijskih aparata sa kojih svakodnevno, i po tri puta na dan, odzvanjaju njegovi kratki uvek aktuelni prilozi o zdravlju. "Dobro jutro, dragi slušaoci, šta ste danas odlučili da učinite za vaše zdravlje" – pozdravlja ih na početku svakog novog priloga i oprašta se rečenicom: "dok život teče, zdravlje je najpreče". Prvi put se svojim "zdravstveno-propagandnim programom" (ZPP) oglasio 1989. godine na Radio Zaječaru, a zatim je okupirao i radio-stanice u Negotinu, Boru i Kladovu i ukupno je dosada objavio oko pet hiljada zanimljivih, uvek aktuelnih priča sa zdravstvenim porukama.

## Karijera u zdravstvu
Od 1974. godine direktor je Zavoda za zaštitu zdravlja „Timok” u  Zaječaru. Zavoda za zaštitu zdravlja "Timok" Архивирано на веб-сајту  (25. април 2009) .

## Nagrade
Dobitnik je nagrade Vasa Pelagić koja se dodeljuje za vrhunska ostvarenja u obrazovanju, Orden zasluge za narod sa srebrnom zvezdom, povelja savezne konferecije SSRN za aktivnosti u oblasti zaštite životne sredine, Timokovo pero, za saradnju u listu "Timok"

## Proučavanje narodnih običaja
Smatra se za jednog od najvećih poznavalaca običaja i navika Timočkog kraja koji su i predmet njegovog naučno istraživačkog rada. Dugo je proučavao alternativnu medicinu Timočkog kraja u okviru projekta "Prevencija u narodnoj medicini", Zavoda za zaštitu zdravlja "Timok".

## Novinar i pisac
U poznatom zaječarskom "Razvitku" objavio je stotinak priloga o narodnom životu, timočkoj beloj kugi, vlaškoj magiji, maloletničkim brakovima, gastarbajterima itd. Punih 20 godina uređivao je i časopis "Zdravstveno vaspitanje" koji je izdavao Zavod za zaštitu zdravlja "Timok". Paunović je pre 28 godina pokrenuo i zanimljiv simpozijum "Istorija medicine, farmacije i veterine i narodne zdravstvene kulture".

## Proizvođač vina
Proizvođač je i veliki poznavalac vina. U rodnom selu Rajcu kraj Negotina, koje je inače poznato po vinskim plantažama i podrumima (Rajačke pivnice), Dr Paunović provodi najveći deo svog vremena otkako je penzionisan.